# 三角矮冠䲁
三角矮冠䲁（學名：Praealticus triangulus），為輻鰭魚綱鳚形目䲁科矮冠䲁屬的一種，分布於東印度洋安達曼群島海域，深度0至3公尺，本魚體延長略側扁，頭部短鈍，眼上眶有分支觸鬚，缺乏頸背觸鬚，前鼻孔後緣有小觸鬚，通常不分支，唇緣光滑，整體顏色為棕色，吻部和上唇上有20-22條淺色垂直線，一直延伸到下頰後部，側面有大約8組雙條紋，背鰭有深凹痕，上下唇緣具圓齒，背鰭硬棘13枚、背鰭軟條17-19枚、臀鰭硬棘2枚、臀鰭軟條18-19枚，體長可達7公分，棲息在水淺的岩石潮間帶，雌魚產附著性卵，雄魚有護卵行為，幼魚為浮游性，生活習性不明。